# Шиппингпорт (Пенсильвания)
Шиппингпорт — боро в округе Бивер (штат Пенсильвания).
Площадь — 9,3 км², из них 0,8 км² — вода.
Численность населения по переписи 2000 года — 237 человек. Расовый состав: 100 % белых. Доход на душу населения — $ 13759.
В районе Шиппингпорт расположена АЭС Бивер Вэйлли.